# 1. Klavierkonzert (Prokofjew)
Sergei Prokofjew komponierte sein Klavierkonzert Nr. 1 in Des-dur, opus 10 im Jahre 1911. Die Uraufführung fand am 15. Juli 1912 in Moskau mit Prokofjew als Pianisten statt. Es ist in seiner Einsätzigkeit das kürzeste seiner Konzerte mit einer Aufführungsdauer von etwa 15 Minuten.
Das Konzert wird in drei Teile unterteilt, welche allerdings nicht als eigenständige Sätze gelten:
1. Allegro brioso (7–8 min)
2. Andante assai (4–5 min)
3. Allegro scherzando (4–5 min)

## Musik
Schon das erste Klavierkonzert des Komponisten trägt deutlich seine Handschrift, wenngleich die Einflüsse Prokofjews romantischer Vorgänger noch spürbar sind. So weist das Thema, eine in Oktaven vorgetragene Melodie, eine starke Ähnlichkeit zu den Themen von anderen durch Oktaven geprägten Konzerten auf. Als Beispiele für solche Konzerte können das 1. Klavierkonzert von Rachmaninow oder die Konzerte von Franz Liszt gelten. Die große Bedeutung und geniale Beherrschung des Parameters Rhythmus ist allerdings eine Eigenheit Prokofjews, die in der Musik genauso wegweisend wie neuartig ist. Über die Form meinte der Komponist selbst: „Es ist ein Sonaten-Allegro, in dem die Einleitung nach der Exposition und noch einmal am Ende wiederholt wird, und vor der Durchführung gibt es ein kurzes Andante. Die Durchführung hat die Form eines Scherzo, und eine Kadenz bereitet die Reprise vor.“

## Rezeption
Viele Jugendkonzerte, beispielsweise das 1. Klavierkonzert von Rachmaninow, fristen auf Grund der noch nicht so ausgeprägten künstlerischen Reife ihrer Komponisten zum Zeitpunkt ihres Entstehens eine Art Schattendasein. Nicht so das erste Klavierkonzert Prokofjews, obwohl es, wie Rachmaninows erstes Konzert, noch während der Studienzeit entstanden ist.
So gut wie alle Pianisten, die Prokofjew in ihrem Repertoire haben, beherrschen es. Häufig sind die Kombinationen der Klavierkonzerte 1, 3 und 5 oder 1, 2 und 3. Rudolf Kehrer hatte, nachdem er einen bedeutenden Wettbewerb mit diesem Konzert im Finale gewonnen hatte, in der Sowjetunion großen Erfolg damit, und auch sonst erfreut sich dieses Werk im Konzertleben großer Beliebtheit.
Zwar wurde am Konzert gleich nach seiner Entstehung eine gewisse Oberflächlichkeit kritisiert, woraufhin der Komponist das 2. Klavierkonzert gänzlich anders konzipierte. Allerdings hat dies nichts daran geändert, dass dem Komponisten für die pianistische Leistung in der Aufführung des Werkes die Anton Rubinstein Medaille vom Sankt Petersburger Konservatorium verliehen wurde.